# Bowlesia lobata
Bowlesia lobata är en flockblommig växtart som beskrevs av Hipólito Ruiz López och Pav.. Bowlesia lobata ingår i släktet drusor, och familjen flockblommiga växter. Inga underarter finns listade i Catalogue of Life.